# Danh sách sân bay quốc tế theo quốc gia
Dưới đây là Danh sách các sân bay quốc tế của các quốc gia. Tại đây được trang bị các biện pháp quản lý về thủ tục hải quan và nhập cảnh để xử lý các chuyến bay quốc tế đến và đi từ các quốc gia khác. Nhiều sân bay dưới đây không phải là những sân bay có các chuyến bay quốc tế thường xuyên mà chỉ là những chuyến bay quốc tế đột xuất cũng được liệt kê dưới đây.

## Châu Á

### Đông Á
| Vị trí                               | Sân bay                                 | Mã IATA |
| ------------------------------------ | --------------------------------------- | ------- |
| Đài Loan                             |                                         |         |
| Cao Hùng                             | Sân bay quốc tế Cao Hùng                | KHH     |
| Đài Bắc                              | Sân bay quốc tế Đào Viên Đài Loan       | TPE     |
| Đài Bắc                              | Sân bay Tùng Sơn Đài Bắc                | TSA     |
| Đài Trung                            | Sân bay Đài Trung                       | RMQ     |
| Hàn Quốc                             |                                         |         |
| Busan                                | Sân bay quốc tế Gimhae                  | PUS     |
| Cheongju                             | Sân bay quốc tế Cheongju                | CJJ     |
| Daegu                                | Sân bay quốc tế Daegu                   | TAE     |
| Jeju                                 | Sân bay quốc tế Jeju                    | CJU     |
| Incheon                              | Sân bay quốc tế Incheon                 | ICN     |
| Muan                                 | Sân bay quốc tế Muan                    | MWX     |
| Seoul                                | Sân bay quốc tế Gimpo                   | GMP     |
| Yangyang                             | Sân bay quốc tế Yangyang                | YNY     |
| Hồng Kông                            |                                         |         |
| Hồng Kông                            | Sân bay quốc tế Hồng Kông               | HKG     |
| Nhật Bản                             |                                         |         |
| Akita, Akita                         | Sân bay Akita                           | AXT     |
| Aomori, Aomori                       | Sân bay Aomori                          | AOJ     |
| Fukuoka, Fukuoka                     | Sân bay Fukuoka                         | FUK     |
| Hakodate                             | Sân bay Hakodate                        | HKD     |
| Kagoshima, Kagoshima                 | Sân bay Kagoshima                       | KOJ     |
| Komatsu, Ishikawa                    | Sân bay Komatsu                         | KMQ     |
| Kitakyūshū, Fukuoka                  | Sân bay Kitakyushu                      | KKJ     |
| Mihara, Hiroshima                    | Sân bay Hiroshima                       | HIJ     |
| Nagasaki, Nagasaki                   | Sân bay Nagasaki                        | NGS     |
| Nagoya                               | Sân bay quốc tế Chubu                   | NGO     |
| Narita, Chiba                        | Sân bay quốc tế Narita                  | NRT     |
| Niigata, Niigata                     | Sân bay Niigata                         | KIJ     |
| Ōita, Ōita                           | Sân bay Oita                            | OIT     |
| Okayama, Okayama                     | Sân bay Okayama                         | OKJ     |
| Osaka                                | Sân bay quốc tế Kansai                  | KIX     |
| Sapporo                              | Sân bay New Chitose                     | CTS     |
| Sendai                               | Sân bay Sendai                          | SDJ     |
| Shizuoka, Shizuoka                   | Sân bay Shizuoka                        | FSZ     |
| Tokyo                                | Sân bay quốc tế Tokyo                   | HND     |
| Ma Cao                               |                                         |         |
| Ma Cao                               | Sân bay quốc tế Ma Cao                  | MFM     |
| Mông Cổ                              |                                         |         |
| Ulaanbaatar                          | Sân bay quốc tế Thành Cát Tư Hãn        | ULN     |
| Cộng hòa Dân chủ Nhân dân Triều Tiên |                                         |         |
| Bình Nhưỡng                          | Sân bay quốc tế Sunan                   | FNJ     |
| Trung Quốc                           |                                         |         |
| Bắc Kinh                             | Sân bay quốc tế Thủ đô Bắc Kinh         | PEK     |
| Cáp Nhĩ Tân                          | Sân bay quốc tế Thái Bình Cáp Nhĩ Tân   | HRB     |
| Côn Minh, Vân Nam                    | Sân bay quốc tế Trường Thủy Côn Minh    | KMG     |
| Diên Cát, Cát Lâm                    | Sân bay Triều Dương Xuyên Diên Cát      | YNJ     |
| Đại Liên                             | Sân bay quốc tế Chu Thủy Tử Đại Liên    | DLC     |
| Hạ Môn, Phúc Kiến                    | Sân bay quốc tế Cao Khi Hạ Môn          | XMN     |
| Hải Khẩu, Hải Nam                    | Sân bay quốc tế Mỹ Lan Hải Khẩu         | HAK     |
| Hàng Châu, Chiết Giang               | Sân bay quốc tế Tiêu Sơn Hàng Châu      | HGH     |
| Hợp Phì, An Huy                      | Sân bay quốc tế Lạc Cương Hợp Phì       | HFE     |
| Lhasa, Tây Tạng                      | Sân bay Gonggar Lhasa                   | LXA     |
| Mẫu Đơn Giang, Hắc Long Giang        | Sân bay Hải Lãng Mẫu Đơn Giang          | MDG     |
| Nam Kinh, Giang Tô                   | Sân bay quốc tế Lộc Khẩu Nam Kinh       | NKG     |
| Nam Ninh, Quảng Tây                  | Sân bay quốc tế Ngô Vu Nam Ninh         | NNG     |
| Ninh Ba, Chiết Giang                 | Sân bay quốc tế Lịch Xã Ninh Ba         | NGB     |
| Phúc Châu, Phúc Kiến                 | Sân bay quốc tế Trường Lạc Phúc Châu    | FOC     |
| Quảng Châu                           | Sân bay quốc tế Bạch Vân Quảng Châu     | CAN     |
| Quế Lâm, Quảng Tây                   | Sân bay quốc tế Lưỡng Giang Quế Lâm     | KWL     |
| Quý Dương                            | Sân bay quốc tế Long Động Bảo Quý Dương | KWE     |
| Tam Á, Hải Nam                       | Sân bay quốc tế Phượng Hoàng Tam Á      | SYX     |
| Tây An, Thiểm Tây                    | Sân bay quốc tế Hàm Dương Tây An        | XIY     |
| Tế Nam, Sơn Đông                     | Sân bay quốc tế Diêu Tường Tế Nam       | TNA     |
| Thanh Đảo, Sơn Đông                  | Sân bay quốc tế Lưu Đình Thanh Đảo      | TAO     |
| Thành Đô                             | Sân bay quốc tế Song Lưu Thành Đô       | CTU     |
| Thâm Quyến, Quảng Đông               | Sân bay quốc tế Bảo An Thâm Quyến       | SZX     |
| Thẩm Dương, Liêu Ninh                | Sân bay quốc tế Đào Tiên Thẩm Dương     | SHE     |
| Thiên Tân                            | Sân bay quốc tế Tân Hải Thiên Tân       | TSN     |
| Thượng Hải                           | Sân bay quốc tế Hồng Kiều Thượng Hải    | SHA     |
| Thượng Hải                           | Sân bay quốc tế Phố Đông Thượng Hải     | PVG     |
| Trịnh Châu, Hà Nam                   | Sân bay quốc tế Tân Trịnh Trịnh Châu    | CGO     |
| Trùng Khánh                          | Sân bay quốc tế Giang Bắc Trùng Khánh   | CKG     |
| Trương Gia Giới                      | Sân Bay Quốc Tế Hà Hoa Trương Gia Giới  | DYG     |
| Trường Sa                            | Sân bay quốc tế Hoàng Hoa Trường Sa     | CSX     |
| Trường Xuân, Cát Lâm                 | Sân bay quốc tế Long Gia Trường Xuân    | CGQ     |
| Ürümqi, Tân Cương                    | Sân bay quốc tế Diwopu Ürümqi           | URC     |
| Uy Hải, Sơn Đông                     | Sân bay Đại Thủy Bạc Uy Hải             | WEH     |
| Vũ Hán, Hồ Bắc                       | Sân bay quốc tế Thiên Hà Vũ Hán         | WUH     |
| Yên Đài, Sơn Đông                    | Sân bay quốc tế Lai Sơn Yên Đài         | YNT     |
| Yết Dương, Quảng Châu                | Sân bay quốc tế Triều Sán Yết Dương     | SWA     |

### Đông Nam Á
| Vị trí                | Sân bay                                   | Mã IATA |
| --------------------- | ----------------------------------------- | ------- |
| Brunei                |                                           |         |
| Bandar Seri Begawan   | Sân bay quốc tế Brunei                    | BWN     |
| Campuchia             |                                           |         |
| Phnôm Pênh            | Sân bay quốc tế Phnôm Pênh                | PNH     |
| Xiêm Riệp             | Sân bay quốc tế Xiêm Riệp                 | REP     |
| Đông Timor            |                                           |         |
| Dili                  | Sân bay quốc tế Presidente Nicolau Lobato | DIL     |
| Indonesia             |                                           |         |
| Ambon                 | Sân bay Pattimura                         | AMQ     |
| Balikpapan            | Sân bay Sultan Aji Muhammad Sulaiman      | BPN     |
| Bandung               | Sân bay quốc tế Husein Sastranegara       | BDO     |
| Banjarmasin           | Sân bay Syamsudin Noor                    | BDJ     |
| Denpasar              | Sân bay quốc tế Ngurah Rai                | DPS     |
| Jakarta               | Sân bay quốc tế Soekarno-Hatta            | CGK     |
| Jayapura              | Sân bay Sentani                           | DJJ     |
| Đông Nam Sulawesi     | Sân bay Haluoleo                          | KDI     |
| Kupang                | Sân bay El Tari                           | KOE     |
| Makassar              | Sân bay quốc tế Sultan Hasanuddin         | UPG     |
| Manado                | Sân bay quốc tế Sam Ratulangi             | MDC     |
| Mataram               | Sân bay quốc tế Lombok                    | LOP     |
| Medan                 | Sân bay quốc tế Kuala Namu                | KNO     |
| Padang                | Sân bay quốc tế Minangkabau               | PDG     |
| Palangkaraya          | Sân bay Tjilik Riwut                      | PKY     |
| Palembang             | Sân bay Sultan Mahmud Badaruddin II       | PLM     |
| Palu                  | Sân bay Mutiara                           | PLW     |
| Pekanbaru             | Sân bay quốc tế Sultan Syarif Qasim II    | PKU     |
| Samarinda             | Sân bay quốc tế Samarinda                 | --      |
| Semarang              | Sân bay quốc tế Achmad Yani               | SRG     |
| Surabaya              | Sân bay quốc tế Juanda                    | SUB     |
| Surakarta             | Sân bay quốc tế Adisumarmo                | SOC     |
| Yogyakarta            | Sân bay quốc tế Adisucipto                | JOG     |
| Lào                   |                                           |         |
| Luang Prabang         | Sân bay quốc tế Luang Prabang             | LPQ     |
| Pakxe                 | Sân bay quốc tế Pakse                     | PKZ     |
| Viêng Chăn            | Sân bay quốc tế Wattay                    | VTE     |
| Myanmar               |                                           |         |
| Mandalay              | Sân bay quốc tế Mandalay                  | MDL     |
| Nay Pyi Taw           | Sân bay quốc tế Nay Pyi Taw               | NYT     |
| Yangon                | Sân bay quốc tế Yangon                    | RGN     |
| Philippines           |                                           |         |
| Angeles               | Sân bay quốc tế Clark                     | CRK     |
| Bacolod               | Sân bay Bacolod–Silay                     | BCD     |
| Cagayan de Oro        | Sân bay Laguindingan                      | CGY     |
| Cebu                  | Sân bay quốc tế Mactan-Cebu               | CEB     |
| Davao                 | Sân bay quốc tế Francisco Bangoy          | DVO     |
| General Santos        | Sân bay quốc tế General Santos            | GES     |
| Iloilo                | Sân bay quốc tế Iloilo                    | ILO     |
| Kalibo                | Sân bay quốc tế Kalibo                    | KLO     |
| Laoag                 | Sân bay quốc tế Laoag                     | LAO     |
| Legazpi               | Sân bay quốc tế Bicol                     |         |
| Manila                | Sân bay quốc tế Ninoy Aquino              | MNL     |
| Olongapo              | Sân bay quốc tế Subic Bay                 | SFS     |
| Puerto Princesa       | Sân bay quốc tế Puerto Princesa           | PPS     |
| Zamboanga             | Sân bay quốc tế Zamboanga                 | ZAM     |
| Singapore             |                                           |         |
| Singapore             | Sân bay Singapore Changi                  | SIN     |
| Việt Nam              |                                           |         |
| Cam Ranh, Khánh Hòa   | Sân bay quốc tế Cam Ranh                  | CXR     |
| Cần Thơ               | Sân bay quốc tế Cần Thơ                   | VCA     |
| Đà Nẵng               | Sân bay quốc tế Đà Nẵng                   | DAD     |
| Hà Nội                | Sân bay quốc tế Nội Bài                   | HAN     |
| Hải Phòng             | Sân bay quốc tế Cát Bi                    | HPH     |
| Huế                   | Sân bay quốc tế Phú Bài                   | HUI     |
| Phú Quốc, Kiên Giang  | Sân bay quốc tế Phú Quốc                  | PQC     |
| Vân Đồn, Quảng Ninh   | Sân bay quốc tế Vân Đồn                   | VDO     |
| Thành phố Hồ Chí Minh | Sân bay quốc tế Tân Sơn Nhất              | SGN     |
| Vinh, Nghệ An         | Sân bay quốc tế Vinh                      | VII     |

## Châu Mỹ

### Bắc Mỹ
| Vị trí                                | Sân bay                                                | Mã IATA |
| ------------------------------------- | ------------------------------------------------------ | ------- |
| Bermuda                               |                                                        |         |
| Ferry Reach                           | Sân bay quốc tế L.F. Wade                              | BDA     |
| Canada                                |                                                        |         |
| Calgary                               | Sân bay quốc tế Calgary                                | YYC     |
| Edmonton                              | Sân bay quốc tế Edmonton                               | YEG     |
| Gander                                | Sân bay quốc tế Gander                                 | YQX     |
| Halifax                               | Sân bay quốc tế Stanfield Halifax                      | YHZ     |
| Hamilton                              | Sân bay quốc tế John C. Munro Hamilton                 | YHM     |
| Kelowna                               | Sân bay quốc tế Kelowna                                | YLW     |
| Moncton                               | Sân bay quốc tế Greater Moncton                        | YQM     |
| Mont-Tremblant                        | Sân bay quốc tế Mont Tremblant                         | YTM     |
| Dorval, Montreal                      | Sân bay quốc tế Pierre Elliott Trudeau-Montréal        | YUL     |
| Ottawa                                | Sân bay quốc tế Ottawa Mcdonald-Cartier                | YOW     |
| Québec                                | Sân bay quốc tế Thành phố Québec Jean Lesage           | YQB     |
| Regina                                | Sân bay quốc tế Regina                                 | YQR     |
| Saskatoon                             | Sân bay quốc tế Saskatoon John G. Diefenbaker          | YXE     |
| St. John's                            | Sân bay quốc tế St. John's                             | YYT     |
| Sydney, Nova Scotia                   | Sân bay Sydney/J.A. Douglas McCurdy                    | YQY     |
| Mississauga, Toronto                  | Sân bay quốc tế Toronto Pearson                        | YYZ     |
| Richmond                              | Sân bay quốc tế Vancouver                              | YVR     |
| Victoria                              | Sân bay quốc tế Victoria                               | YYJ     |
| Winnipeg                              | Sân bay quốc tế Winnipeg                               | YWG     |
| Greenland                             |                                                        |         |
| Kujalleq                              | Sân bay Narsarsuaq                                     | UAK     |
| Qaasuitsup                            | Sân bay Ilulissat                                      | JAV     |
| Qeqqata                               | Sân bay Kangerlussuaq                                  | SFJ     |
| Sermersooq                            | Sân bay Kulusuk                                        | KUS     |
| Sermersooq                            | Sân bay Nerlerit Inaat                                 | CNP     |
| Sermersooq                            | Sân bay Nuuk                                           | GOH     |
| Hoa Kỳ                                |                                                        |         |
| Akron, Ohio                           | Sân bay quốc tế Akron Fulton                           | AKC     |
| Albany, New York                      | Sân bay quốc tế Albany                                 | ALB     |
| Albuquerque, New Mexico               | Sân bay quốc tế Albuquerque                            | ABQ     |
| Alexandria, Louisiana                 | Sân bay quốc tế Alexandria (Louisiana)                 | AEX     |
| Alice, Texas                          | Sân bay quốc tế Alice                                  | ALI     |
| Allentown, Pennsylvania               | Sân bay quốc tế Lehigh Valley                          | ABE     |
| Anchorage, Alaska                     | Sân bay quốc tế Ted Stevens Anchorage                  | ANC     |
| Atlanta                               | Sân bay quốc tế Hartsfield-Jackson Atlanta             | ATL     |
| Atlantic, New Jersey                  | Sân bay quốc tế Thành phố Atlantic                     | ACY     |
| Austin, Texas                         | Sân bay quốc tế Austin-Bergstrom                       | AUS     |
| Bakersfield, California               | Sân bay Meadows Field                                  | BFL     |
| Baltimore                             | Sân bay quốc tế Baltimore-Washington Thurgood Marshall | BWI     |
| Bangor, Maine                         | Sân bay quốc tế Bangor                                 | BGR     |
| Bellingham, Washington                | Sân bay quốc tế Bellingham                             | BLI     |
| Billings, Montana                     | Sân bay quốc tế Billings Logan                         | BIL     |
| Binghamton, New York                  | Sân bay Greater Binghamton                             | BGM     |
| Birmingham, Alabama                   | Sân bay quốc tế Birmingham–Shuttlesworth               | BHM     |
| Boston                                | Sân bay quốc tế Logan                                  | BOS     |
| Brownsville, Texas                    | Sân bay quốc tế Brownsville/Đảo South Padre            | BRO     |
| Buffalo, New York                     | Sân bay quốc tế Buffalo Niagara                        | BUF     |
| Burlington, Vermont                   | Sân bay quốc tế Burlington                             | BTV     |
| Calexico, California                  | Sân bay quốc tế Calexico                               | CXL     |
| Casper, Wyoming                       | Sân bay quốc tế Casper–Quận Natrona                    | CPR     |
| Charlotte, Bắc Carolina               | Sân bay quốc tế Charlotte Douglas                      | CLT     |
| Charleston, Nam Carolina              | Sân bay quốc tế Charleston                             | CHS     |
| Chicago                               | Sân bay quốc tế Chicago Midway                         | MDW     |
| Chicago                               | Sân bay quốc tế Chicago Rockford                       | RFD     |
| Chicago                               | Sân bay quốc tế O'Hare                                 | ORD     |
| Cincinnati                            | Sân bay quốc tế Cincinnati/Bắc Kentucky                | CVG     |
| Cleveland                             | Sân bay quốc tế Cleveland Hopkins                      | CLE     |
| Columbus, Ohio                        | Sân bay quốc tế Port Columbus                          | CMH     |
| Columbus, Ohio                        | Sân bay quốc tế Rickenbacker                           | LCK     |
| Corpus Christi, Texas                 | Sân bay quốc tế Corpus Christi                         | CRP     |
| Dallas, Fort Worth, Texas             | Sân bay quốc tế Dallas-Fort Worth                      | DFW     |
| Dayton, Ohio                          | Sân bay quốc tế Dayton                                 | DAY     |
| Daytona Beach, Florida                | Sân bay quốc tế Daytona Beach                          | DAB     |
| Denver                                | Sân bay quốc tế Denver                                 | DEN     |
| Del Bonita, Montana                   | Sân bay quốc tế Whetstone                              | DJN     |
| Del Rio, Texas                        | Sân bay quốc tế Del Rio                                | DRT     |
| Des Moines, Iowa                      | Sân bay quốc tế Des Moines                             | DSM     |
| Detroit                               | Sân bay quốc tế Detroit                                | DTW     |
| Duluth, Minnesota                     | Sân bay quốc tế Duluth                                 | DLH     |
| Eagle Pass, Texas                     | Sân bay quốc tế Quận Maverick Memorial                 | EGP     |
| Edinburg, Texas                       | Sân bay quốc tế Nam Texas tại Edinburg                 | Không   |
| El Paso, Texas                        | Sân bay quốc tế El Paso                                | ELP     |
| Erie, Pennsylvania                    | Sân bay quốc tế Erie                                   | ERI     |
| Fairbanks, Alaska                     | Sân bay quốc tế Fairbanks                              | FAI     |
| Fargo, Bắc Dakota                     | Sân bay quốc tế Hector                                 | FAR     |
| Flint, Michigan                       | Sân bay quốc tế Bishop                                 | FLT     |
| Fort Lauderdale, Florida              | Sân bay quốc tế Fort Lauderdale – Hollywood            | FLL     |
| Fort Myers, Florida                   | Sân bay quốc tế Southwest Florida                      | RSW     |
| Fort Wayne, Indiana                   | Sân bay quốc tế Fort Wayne                             | FWA     |
| Fort Worth, Texas                     | Sân bay quốc tế Fort Worth Meacham                     | FTW     |
| Fresno, California                    | Sân bay quốc tế Fresno Yosemite                        | FAT     |
| Glasgow, Montana                      | Sân bay Glasgow (Hoa Kỳ)                               | GGW     |
| Grand Rapids, Michigan                | Sân bay quốc tế Gerald R. Ford                         | GRR     |
| Great Falls, Montana                  | Sân bay quốc tế Great Falls                            | GTF     |
| Green Bay, Wisconsin                  | Sân bay quốc tế Austin Straubel                        | GRB     |
| Greensboro, Bắc Carolina              | Sân bay quốc tế Piedmont Triad                         | GSO     |
| Greenville, Spartanburg, Nam Carolina | Sân bay quốc tế Greenville–Spartanburg                 | GSP     |
| Gulfport, Biloxi, Mississippi         | Sân bay quốc tế Gulfport–Biloxi                        | GPT     |
| Harlingen, Texas                      | Sân bay quốc tế Valley                                 | HRL     |
| Harrisburg, Dauphin, Pennsylvania     | Sân bay quốc tế Harrisburg                             | MDT     |
| Honolulu                              | Sân bay quốc tế Honolulu                               | HNL     |
| Houlton, Maine                        | Sân bay quốc tế Houlton                                | HUL     |
| Houston                               | Sân bay liên lục địa George Bush                       | IAH     |
| Huntsville, Alabama                   | Sân bay quốc tế Huntsville                             | HSV     |
| Indianapolis                          | Sân bay quốc tế Indianapolis                           | IND     |
| International Falls, Minnesota        | Sân bay Falls International                            | INL     |
| Jackson, Mississippi                  | Sân bay quốc tế Jackson-Evers                          | JAN     |
| Jacksonville, Florida                 | Sân bay quốc tế Jacksonville                           | JAX     |
| Juneau, Alaska                        | Sân bay quốc tế Juneau                                 | JNU     |
| Kalamazoo, Battle Creek, Michigan     | Sân bay quốc tế Kalamazoo/Battle Creek                 | AZO     |
| Kalispell, Montana                    | Sân bay quốc tế Glacier Park                           | FCA     |
| Kansas City, Missouri                 | Sân bay quốc tế Thành phố Kansas                       | MCI     |
| Key West, Florida                     | Sân bay quốc tế Key West                               | EYW     |
| Ketchikan, Alaska                     | Sân bay quốc tế Ketchikan                              | KTN     |
| Kona, Hawaii                          | Sân bay quốc tế Kona                                   | KOA     |
| Lake Charles, Louisiana               | Sân bay quốc tế Chennault                              | CWF     |
| Lansing, Michigan                     | Sân bay quốc tế Capital Region                         | LAN     |
| Laredo, Texas                         | Sân bay quốc tế Laredo                                 | LRD     |
| Las Cruces, New Mexico                | Sân bay quốc tế Las Cruces                             | LRU     |
| Las Vegas                             | Sân bay quốc tế McCarran                               | LAS     |
| Los Angeles                           | Sân bay quốc tế Los Angeles                            | LAX     |
| Louisville, Kentucky                  | Sân bay quốc tế Louisville                             | SDF     |
| Lubbock, Texas                        | Sân bay quốc tế Lubbock Preston Smith                  | LBB     |
| Marquette, Gwinn, Michigan            | Sân bay quốc tế Sawyer                                 | MQT     |
| Massena, New York                     | Sân bay quốc tế Massena                                | MSS     |
| McAllen, Texas                        | Sân bay quốc tế McAllen-Miller                         | MFE     |
| Medford, Oregon                       | Sân bay quốc tế Rogue Valley Medford                   | MFR     |
| Melbourne, California                 | Sân bay quốc tế Melbourne                              | MLB     |
| Memphis, Tennessee                    | Sân bay quốc tế Memphis                                | MEM     |
| Miami                                 | Sân bay quốc tế Miami                                  | MIA     |
| Milwaukee                             | Sân bay quốc tế General Mitchell                       | MKE     |
| Minneapolis, Saint Paul, Minnesota    | Sân bay quốc tế Minneapolis−Saint Paul                 | MSP     |
| Missoula, Montana                     | Sân bay quốc tế Missoula                               | MSO     |
| Monticello, New York                  | Sân bay quốc tế Quận Sullivan                          | MSV     |
| Moses Lake, Washington                | Sân bay quốc tế Quận Grant                             | MWH     |
| Myrtle Beach, Nam Carolina            | Sân bay quốc tế Myrtle Beach                           | MYR     |
| Nashville, Tennessee                  | Sân bay quốc tế Nashville                              | BNA     |
| New Orleans                           | Sân bay quốc tế Louis Armstrong New Orleans            | MSY     |
| New York                              | Sân bay quốc tế John F. Kennedy                        | JFK     |
| New York                              | Sân bay LaGuardia                                      | LGA     |
| Newark, New Jersey                    | Sân bay quốc tế Newark Liberty                         | EWR     |
| Newburgh, New York                    | Sân bay quốc tế Stewart                                | SWF     |
| Newport News, Virginia                | Sân bay quốc tế Newport News/Williamsburg              | PHF     |
| Niagara Falls, New York               | Sân bay quốc tế Niagara Falls                          | IAG     |
| Norfolk, Virginia                     | Sân bay quốc tế Norfolk                                | ORF     |
| North Charleston, Nam Carolina        | Sân bay quốc tế Charleston                             | CHS     |
| Oakland, California                   | Sân bay quốc tế Oakland                                | OAK     |
| Ogdensburg, New York                  | Sân bay quốc tế Ogdensburg                             | OGS     |
| Ontario, California                   | Sân bay quốc tế LA/Ontario                             | ONT     |
| Orlando, Florida                      | Sân bay quốc tế Orlando                                | MCO     |
| Palm Springs, California              | Sân bay quốc tế Palm Springs                           | PSP     |
| Panama City Beach, Florida            | Sân bay quốc tế Tây Bắc Florida Beaches                | ECP     |
| Pensacola, Florida                    | Sân bay quốc tế Pensacola                              | PNS     |
| Peoria, Illinois                      | Sân bay quốc tế General Wayne A. Downing Peoria        | PIA     |
| Philadelphia                          | Sân bay quốc tế Philadelphia                           | PHL     |
| Phoenix, Arizona                      | Sân bay quốc tế Phoenix Sky Harbor                     | PHX     |
| Pittsburgh                            | Sân bay quốc tế Pittsburgh                             | PIT     |
| Plattsburgh, New York                 | Sân bay quốc tế Plattsburgh                            | PBG     |
| Pontiac, Michigan                     | Sân bay quốc tế Quận Oakland                           | PTK     |
| Port Angeles, Washington              | Sân bay quốc tế William R. Fairchild                   | CLM     |
| Port Huron, Michigan                  | Sân bay quốc tế Quận St. Clair                         | PHN     |
| Portland, Maine                       | Sân bay quốc tế Portland, Maine                        | PWM     |
| Portland, Oregon                      | Sân bay quốc tế Portland                               | PDX     |
| Portsmouth, New Hampshire             | Sân bay quốc tế Portsmouth Pease                       | PSM     |
| Port Townsend, Washington             | Sân bay quốc tế Quận Jefferson                         | TWD     |
| Providence, Rhode Island              | Sân bay T. F. Green                                    | PVD     |
| Quad Cities                           | Sân bay quốc tế Quad City                              | MLI     |
| Raleigh, Bắc Carolina                 | Sân bay quốc tế Raleigh-Durham                         | RDU     |
| Reno, Nevada                          | Sân bay quốc tế Reno-Tahoe                             | RNO     |
| Richmond, Virginia                    | Sân bay quốc tế Richmond                               | RIC     |
| Rochester, Minnesota                  | Sân bay quốc tế Rochester                              | RST     |
| Rochester, New York                   | Sân bay quốc tế Greater Rochester                      | ROC     |
| Sacramento, California                | Sân bay quốc tế Sacramento                             | SMF     |
| Saginaw, Michigan                     | Sân bay quốc tế MBS                                    | MBS     |
| Salt Lake                             | Sân bay quốc tế Thành phố Salt Lake                    | SLC     |
| San Antonio                           | Sân bay quốc tế San Antonio                            | SAT     |
| San Diego                             | Sân bay quốc tế San Diego                              | SAN     |
| San Francisco                         | Sân bay quốc tế San Francisco                          | SFO     |
| San Jose, California                  | Sân bay quốc tế San Jose                               | SJC     |
| Santa Ana, California                 | Sân bay John Wayne                                     | SNA     |
| Sarasota, Bradenton, Florida          | Sân bay quốc tế Sarasota–Bradenton                     | SRQ     |
| Sault Ste. Marie, Michigan            | Sân bay quốc tế Quận Chippewa                          | CIU     |
| Savannah, Georgia                     | Sân bay quốc tế Savannah/Hilton Head                   | SAV     |
| Seattle                               | Sân bay quốc tế Seattle-Tacoma                         | SEA     |
| Spokane, Washington                   | Sân bay quốc tế Spokane                                | GEG     |
| St. Louis                             | Sân bay quốc tế Lambert-St. Louis                      | STL     |
| St. Petersburg, Florida               | Sân bay quốc tế St. Petersburg–Clearwater              | PIE     |
| Sweet Grass, Montana                  | Sân bay quốc tế Coutts/Ross                            | Không   |
| Syracuse, New York                    | Sân bay quốc tế Syracuse Hancock                       | SYR     |
| Tampa, Florida                        | Sân bay quốc tế Tampa                                  | TPA     |
| Toledo, Ohio                          | Sân bay Toledo Express                                 | TOL     |
| Tucson, Arizona                       | Sân bay quốc tế Tucson                                 | TUS     |
| Tulsa, Oklahoma                       | Sân bay quốc tế Tulsa                                  | TUL     |
| Washington, D.C.                      | Sân bay quốc tế Washington Dulles                      | IAD     |
| Watertown, New York                   | Sân bay quốc tế Watertown                              | ART     |
| West Palm Beach, Florida              | Sân bay quốc tế Palm Beach                             | PBI     |
| Wilkes-Barre, Scranton, Pennsylvania  | Sân bay quốc tế Wilkes-Barre/Scranton                  | AVP     |
| Wilmington, Bắc Carolina              | Sân bay quốc tế Wilmington                             | ILM     |
| Windsor Locks, Connecticut            | Sân bay quốc tế Bradley                                | BDL     |
| Yuma, Arizona                         | Sân bay quốc tế Yuma                                   | YUM     |
| Mexico                                |                                                        |         |
| Acapulco                              | Sân bay quốc tế Acapulco                               | ACA     |
| Aguascalientes                        | Sân bay quốc tế Lic. Jesús Terán Peredo                | AGU     |
| Cabo San Lucas                        | Sân bay quốc tế Cabo San Lucas                         | CSL     |
| Campeche                              | Sân bay quốc tế Ing. Alberto Acuña Ongay               | CPE     |
| Cancún                                | Sân bay quốc tế Cancún                                 | CUN     |
| Chihuahua                             | Sân bay quốc tế General Roberto Fierro Villalobos      | CUU     |
| Ciudad del Carmen                     | Sân bay quốc tế Ciudad del Carmen                      | CME     |
| Cozumel                               | Sân bay quốc tế Cozumel                                | CZM     |
| Culiacán                              | Sân bay quốc tế Bachigualato Federal                   | CUL     |
| Durango                               | Sân bay quốc tế General Guadalupe Victoria             | DGO     |
| Guadalajara                           | Sân bay quốc tế Guadalajara                            | GDL     |
| Huatulco                              | Sân bay quốc tế Bahías de Huatulco                     | HUX     |
| Ixtapa, Zihuatanejo                   | Sân bay quốc tế Ixtapa-Zihuatanejo                     | ZIH     |
| León                                  | Sân bay quốc tế Del Bajío                              | BJX     |
| Loreto                                | Sân bay quốc tế Loreto                                 | LTO     |
| Manzanillo                            | Sân bay quốc tế Playa de Oro                           | ZLO     |
| Mazatlán                              | Sân bay quốc tế General Rafael Buelna                  | MZT     |
| Mérida                                | Sân bay quốc tế Manuel Crescencio Rejón                | MID     |
| Thành phố México                      | Sân bay quốc tế Thành phố México                       | MEX     |
| Monterrey                             | Sân bay quốc tế Monterrey                              | MTY     |
| Morelia                               | Sân bay quốc tế Francisco J. Mujica                    | MLM     |
| Oaxaca                                | Sân bay quốc tế Xoxocotlán                             | OAX     |
| Puebla                                | Sân bay quốc tế Puebla                                 | PBC     |
| Puerto Vallarta                       | Sân bay quốc tế Licenciado Gustavo Díaz Ordaz          | PVR     |
| Saltillo                              | Sân bay quốc tế Plan de Guadalupe                      | SLW     |
| San José del Cabo                     | Sân bay quốc tế Los Cabos                              | SJD     |
| San Luis Potosí                       | Sân bay quốc tế Ponciano Arriaga                       | SLP     |
| Querétaro                             | Sân bay quốc tế Querétaro                              | QRO     |
| Tampico                               | Sân bay quốc tế General Francisco Javier Mina          | TAM     |
| Tijuana                               | Sân bay quốc tế Tijuana                                | TIJ     |
| Toluca                                | Sân bay quốc tế Toluca                                 | TLC     |
| Tuxtla Gutiérrez                      | Sân bay quốc tế Angel Albino Corzo                     | TGZ     |
| Torreón                               | Sân bay quốc tế Francisco Sarabia                      | TRC     |
| Veracruz                              | Sân bay quốc tế General Heriberto Jara                 | VER     |
| Villahermosa                          | Sân bay quốc tế Carlos Rovirosa Pérez                  | VSA     |
| Saint-Pierre và Miquelon              |                                                        |         |
| Saint-Pierre                          | Sân bay Saint-Pierre                                   | FSP     |
| Miquelon-Langlade                     | Sân bay Miquelon                                       | MQC     |

### Trung Mỹ
| Vị trí                     | Sân bay                                     | Mã IATA |
| -------------------------- | ------------------------------------------- | ------- |
| Belize                     |                                             |         |
| Belize                     | Sân bay quốc tế Philip S. W. Goldson        | BZE     |
| Costa Rica                 |                                             |         |
| Liberia                    | Sân bay quốc tế Daniel Oduber Quirós        | LIR     |
| San José de Costa Rica     | Sân bay quốc tế Juan Santamaría             | SJO     |
| El Salvador                |                                             |         |
| San Salvador               | Sân bay quốc tế El Salvador                 | SAL     |
| Guatemala                  |                                             |         |
| Flores, El Petén           | Sân bay quốc tế Mundo Maya                  | FRS     |
| Guatemala                  | Sân bay quốc tế La Aurora                   | GUA     |
| Honduras                   |                                             |         |
| La Ceiba                   | Sân bay quốc tế Golosón                     | LCE     |
| Roatán                     | Sân bay quốc tế Juan Manuel Gálvez          | RTB     |
| San Pedro Sula             | Sân bay quốc tế Ramón Villeda Morales       | SAP     |
| Tegucigalpa                | Sân bay quốc tế Toncontín                   | TGU     |
| Nicaragua                  |                                             |         |
| Managua                    | Sân bay quốc tế Augusto C. Sandino          | MGA     |
| Bluefields                 | Sân bay Bluefields                          | BEF     |
| Corn                       | Sân bay Corn Island                         | RNI     |
| Puerto Cabezas             | Sân bay Puerto Cabezas                      | PUZ     |
| Panama                     |                                             |         |
| Bocas Town, Bocas del Toro | Sân bay quốc tế Bocas del Toro "Isla Colón" | BOC     |
| David, Chiriquí            | Sân bay quốc tế Enrique Malek               | DAV     |
| Panama                     | Sân bay quốc tế Tocumen                     | PTY     |

### Caribe
| Vị trí                      | Sân bay                                          | Mã IATA |
| --------------------------- | ------------------------------------------------ | ------- |
| Antille thuộc Hà Lan        |                                                  |         |
| Kralendijk                  | Sân bay quốc tế Flamingo                         | BON     |
| Oranjestad, Aruba           | Sân bay quốc tế Queen Beatrix                    | AUA     |
| Philipsburg                 | Sân bay quốc tế Princess Juliana                 | SXM     |
| Willemstad                  | Sân bay quốc tế Hato                             | CUR     |
| Bermuda                     |                                                  |         |
| The Valley                  | Sân bay quốc tế Clayton J. Lloyd                 | AXA     |
| Antigua và Barbuda          |                                                  |         |
| Antigua                     | Sân bay quốc tế V. C. Bird                       | ANU     |
| Bahamas                     |                                                  |         |
| Nassau                      | Sân bay quốc tế Lynden Pindling                  | NAS     |
| Chub Cay                    | Sân bay quốc tế Chub Cay                         | CCZ     |
| Exuma                       | Sân bay quốc tế Exuma                            | GGT     |
| Freeport                    | Sân bay quốc tế Grand Bahama                     | FPO     |
| Barbados                    |                                                  |         |
| Seawell, Christ Church      | Sân bay quốc tế Grantley Adams                   | BGI     |
| Cayman                      |                                                  |         |
| George Town                 | Sân bay quốc tế Owen Roberts                     | GCM     |
| Cuba                        |                                                  |         |
| Cayo Coco                   | Sân bay Jardines del Rey                         | CCC     |
| Havana                      | Sân bay Quốc tế José Martí                       | HAV     |
| Holguín                     | Sân bay Frank Pais                               | HOG     |
| Santa Clara, Cuba           | Sân bay Abel Santa María                         | SNU     |
| Varadero                    | Sân bay Juan Gualberto Gómez                     | VRA     |
| Dominica                    |                                                  |         |
| Roseau                      | Sân bay Melville Hall                            | DOM     |
| Dominican                   |                                                  |         |
| Barahona                    | Sân bay quốc tế María Montez                     | BRX     |
| La Romana                   | Sân bay quốc tế La Romana                        | LRM     |
| Punta Cana                  | Sân bay quốc tế Punta Cana                       | PUJ     |
| Samaná                      | Sân bay quốc tế Samaná El Catey                  | AZS     |
| Puerto Plata                | Sân bay quốc tế Gregorio Luperón                 | POP     |
| Santiago de los Caballeros  | Sân bay quốc tế Cibao                            | STI     |
| Santo Domingo               | Sân bay quốc tế Las Américas                     | SDQ     |
| Grenada                     |                                                  |         |
| St. George's, Grenada       | Sân bay quốc tế Maurice Bishop                   | GND     |
| Guadeloupe                  |                                                  |         |
| Pointe-à-Pitre              | Sân bay quốc tế Pointe-à-Pitre                   | PTP     |
| Haiti                       |                                                  |         |
| Port-au-Prince              | Sân bay quốc tế Toussaint Louverture             | PAP     |
| Jamaica                     |                                                  |         |
| Kingston, Jamaica           | Sân bay quốc tế Norman Manley                    | KIN     |
| Montego Bay                 | Sân bay quốc tế Sangster                         | MBJ     |
| Martinique                  |                                                  |         |
| Fort-de-France              | Sân bay quốc tế Martinique Aimé Césaire          | FDF     |
| Montserrat                  |                                                  |         |
| Gerald's                    | Sân bay John A. Osborne                          | MNI     |
| Puerto Rico                 |                                                  |         |
| Aguadilla                   | Sân bay Rafael Hernández                         | BQN     |
| San Juan                    | Sân bay quốc tế Luis Muñoz Marín                 | SJU     |
| Saint-Barthélemy            |                                                  |         |
| Saint-Jean                  | Sân bay Gustaf III                               | SBH     |
| Saint Kitts và Nevis        |                                                  |         |
| Saint Kitts                 | Sân bay quốc tế Robert L. Bradshaw               | SKB     |
| Saint Lucia                 |                                                  |         |
| Vieux Fort                  | Sân bay quốc tế Hewanorra                        | UVF     |
| Saint Vincent và Grenadines |                                                  |         |
| Charlestown                 | Sân bay Canouan                                  | CIW     |
| Kingstown                   | Sân bay E. T. Joshua                             | SVD     |
| Trinidad và Tobago          |                                                  |         |
| Port of Spain               | Sân bay quốc tế Piarco                           | POS     |
| Tobago                      | Sân bay quốc tế Arthur Napoleon Raymond Robinson | TAB     |
| Turks và Caicos             |                                                  |         |
| Providenciales              | Sân bay quốc tế Providenciales                   | PLS     |
| Virgin thuộc Anh            |                                                  |         |
| Road Town                   | Sân bay quốc tế Terrance B. Lettsome             | EIS     |
| Virgin thuộc Mỹ             |                                                  |         |
| Saint Thomas                | Sân bay Cyril E. King                            | STT     |
| Saint Croix                 | Sân bay Henry E. Rohlsen                         | STX     |

### Nam Mỹ
| Vị trí                   | Sân bay                                                       | Mã IATA |
| ------------------------ | ------------------------------------------------------------- | ------- |
| Argentina                |                                                               |         |
| Buenos Aires             | Sân bay quốc tế Ministro Pistarini                            | EZE     |
| Buenos Aires             | Sân bay Jorge Newbery                                         | AEP     |
| Córdoba                  | Sân bay quốc tế Ingeniero Aeronáutico Ambrosio L.V. Taravella | COR     |
| Mendoza                  | Sân bay quốc tế Governor Francisco Gabrielli                  | MDZ     |
| Puerto Iguazú            | Sân bay quốc tế Cataratas del Iguazú                          | IGR     |
| Río Gallegos, Santa Cruz | Sân bay quốc tế Piloto Civil Norberto Fernández               | RGL     |
| San Carlos de Bariloche  | Sân bay quốc tế Teniente Luis Candelaria                      | BRC     |
| Trelew                   | Sân bay Almirante Marco A. Zar                                | REL     |
| Ushuaia                  | Sân bay quốc tế Ushuaia – Malvinas Argentinas                 | USH     |
| Bolivia                  |                                                               |         |
| La Paz                   | Sân bay quốc tế El Alto                                       | LPB     |
| Puerto Suárez            | Sân bay quốc tế Puerto Suárez                                 | PSZ     |
| Santa Cruz de la Sierra  | Sân bay quốc tế Viru Viru                                     | VVI     |
| Brazil                   |                                                               |         |
| Aracaju                  | Sân bay Santa Maria                                           | AJU     |
| Belém                    | Sân bay quốc tế Val de Cães                                   | BEL     |
| Belo Horizonte           | Sân bay quốc tế Tancredo Neves                                | CNF     |
| Brasilia                 | Sân bay quốc tế Brasília                                      | BSB     |
| Campinas                 | Sân bay quốc tế Viracopos-Campinas                            | VCP     |
| Campo Grande             | Sân bay quốc tế Campo Grande                                  | CGR     |
| Chapecó                  | Sân bay Chapecó                                               | XAP     |
| Cuiabá                   | Sân bay quốc tế Marechal Rondon                               | CGB     |
| Curitiba                 | Sân bay quốc tế Afonso Pena                                   | CWB     |
| Florianópolis            | Sân bay quốc tế Hercílio Luz                                  | FLN     |
| Fortaleza                | Sân bay quốc tế Pinto Martins – Fortaleza                     | FOR     |
| Goiânia                  | Sân bay Santa Genoveva                                        | GYN     |
| Ilhéus                   | Sân bay Ilhéus Jorge Amado                                    | IOS     |
| João Pessoa              | Sân bay quốc tế Presidente Castro Pinto                       | JPA     |
| Juazeiro do Norte        | Sân bay Juazeiro do Norte                                     | JDO     |
| Londrina                 | Sân bay Londrina                                              | LDB     |
| Maceió                   | Sân bay quốc tế Zumbi dos Palmares                            | MCZ     |
| Manaus                   | Sân bay quốc tế Eduardo Gomes                                 | MAO     |
| Navegantes               | Sân bay quốc tế Navegantes–Ministro Victor Konder             | NVT     |
| Natal                    | Sân bay quốc tế Augusto Severo                                | NAT     |
| Passo Fundo              | Sân bay Lauro Kurtz                                           | PFB     |
| Petrolina                | Sân bay Petrolina                                             | PNZ     |
| Porto Alegre             | Sân bay quốc tế Salgado Filho                                 | POA     |
| Porto Seguro             | Sân bay Porto Seguro                                          | BPS     |
| Porto Velho              | Sân bay quốc tế Governador Jorge Teixeira de Oliveira         | PVH     |
| Recife                   | Sân bay quốc tế Recife/Guararapes–Gilberto Freyre             | REC     |
| Rio de Janeiro           | Sân bay quốc tế Rio de Janeiro-Galeão                         | GIG     |
| Salvador                 | Sân bay quốc tế Deputado Luís Eduardo Magalhães               | SSA     |
| São Luís                 | Sân bay quốc tế Marechal Cunha Machado                        | SLZ     |
| São Paulo                | Sân bay quốc tế São Paulo-Guarulhos                           | GRU     |
| São Paulo                | Sân bay quốc tế Congonhas-São Paulo                           | CGH     |
| Vitória                  | Sân bay Eurico de Aguiar Salles                               | VIX     |
| Chile                    |                                                               |         |
| Antofagasta              | Sân bay quốc tế Cerro Moreno                                  | ANF     |
| Concepción               | Sân bay quốc tế Carriel Sur                                   | CCP     |
| Puerto Montt             | Sân bay quốc tế El Tepual                                     | PMC     |
| Punta Arenas             | Sân bay quốc tế Carlos Ibanez Del Campo                       | PUQ     |
| Santiago de Chile        | Sân bay quốc tế Comodoro Arturo Merino Benítez                | SCL     |
| Colombia                 |                                                               |         |
| Armenia, Quindío         | Sân bay quốc tế El Edén                                       | AXM     |
| Barranquilla             | Sân bay quốc tế Ernesto Cortissoz                             | BAQ     |
| Bogotá                   | Sân bay quốc tế El Dorado                                     | BOG     |
| Bucaramanga              | Sân bay quốc tế Palonegro                                     | BGA     |
| Cali                     | Sân bay quốc tế Alfonso Bonilla Aragón                        | CLO     |
| Cartagena de Indias      | Sân bay quốc tế Rafael Núñez                                  | CTG     |
| Cúcuta                   | Sân bay quốc tế Camilo Daza                                   | CUC     |
| Leticia, Amazonas        | Sân bay quốc tế Alfredo Vásquez Cobo                          | LET     |
| Medellín                 | Sân bay quốc tế José María Córdova                            | MDE     |
| Pereira, Risaralda       | Sân bay quốc tế Matecaña                                      | PEI     |
| San Andrés               | Sân bay quốc tế Gustavo Rojas Pinilla                         | ADZ     |
| Santa Marta              | Sân bay quốc tế Simón Bolívar                                 | SMR     |
| Ecuador                  |                                                               |         |
| Guayaquil                | Sân bay quốc tế José Joaquín de Olmedo                        | GYE     |
| Quito                    | Sân bay quốc tế Mariscal Sucre                                | UIO     |
| Tulcán                   | Sân bay quốc tế Teniente Coronel Luis a Mantilla              | TUA     |
| Quần đảo Falkland        |                                                               |         |
| Mount Pleasant           | Sân bay Mount Pleasant                                        |         |
| Guyane thuộc Pháp        |                                                               |         |
| Cayenne                  | Sân bay Cayenne – Félix Eboué                                 | CAY     |
| Guyana                   |                                                               |         |
| Georgetown               | Sân bay quốc tế Cheddi Jagan                                  | GEO     |
| Paraguay                 |                                                               |         |
| Asunción                 | Sân bay quốc tế Silvio Pettirossi                             | ASU     |
| Ciudad del Este          | Sân bay quốc tế Guarani                                       | AGT     |
| Peru                     |                                                               |         |
| Arequipa                 | Sân bay quốc tế Rodríguez Ballón                              | AQP     |
| Cuzco                    | Sân bay quốc tế Alejandro Velasco Astete                      | CUZ     |
| Lima                     | Sân bay quốc tế Jorge Chávez                                  | LIM     |
| Suriname                 |                                                               |         |
| Paramaribo               | Sân bay quốc tế Johan Adolf Pengel                            | PBM     |
| Uruguay                  |                                                               |         |
| Montevideo               | Sân bay quốc tế Carrasco                                      | MVD     |
| Punta del Este           | Sân bay quốc tế Capitán de Corbeta Carlos A. Curbelo          | PDP     |
| Uruguay                  |                                                               |         |
| Caracas                  | Sân bay quốc tế Simón Bolívar                                 | CCS     |
| Maracaibo                | Sân bay quốc tế La Chinita                                    | MAR     |
| Valencia                 | Sân bay quốc tế Arturo Michelena                              | VLN     |

## Châu Phi

### Bắc Phi
| Vị trí          | Sân bay                                    | Mã IATA |
| --------------- | ------------------------------------------ | ------- |
| Ai Cập          |                                            |         |
| Alexandria      | Sân bay quốc tế Alexandria                 | ALY     |
| Aswan           | Sân bay quốc tế Aswan                      | ASW     |
| Cairo           | Sân bay quốc tế Cairo                      | CAI     |
| Hurghada        | Sân bay quốc tế Hurghada                   | HRG     |
| Luxor           | Sân bay quốc tế Luxor                      | LXR     |
| Marsa Alam      | Sân bay quốc tế Marsa Alam                 | RMF     |
| Marsa Matruh    | Sân bay quốc tế Mersa Matruh               | MUH     |
| Sharm el-Sheikh | Sân bay quốc tế Sharm el-Sheikh            | SSH     |
| Taba            | Sân bay quốc tế Taba                       | TCP     |
| Libya           |                                            |         |
| Benghazi        | Sân bay quốc tế Benina                     | BEN     |
| Sabha           | Sân bay Sabha                              | SEB     |
| Tripoli         | Sân bay quốc tế Tripoli                    | TIP     |
| Algérie         |                                            |         |
| Adrar           | Sân bay Touat-Cheikh Sidi Mohamed Belkebir | AZR     |
| Algiers         | Sân bay Houari Boumediene                  | ALG     |
| Annaba          | Sân bay Rabah Bitat                        | AAE     |
| Batna           | Sân bay Mostépha Ben Boulaid               | BLJ     |
| Béjaïa          | Sân bay Soummam – Abane Ramdane            | BJA     |
| Biskra          | Sân bay Biskra                             | BSK     |
| Chlef           | Sân bay quốc tế Chlef                      | CFK     |
| Constantine     | Sân bay quốc tế Mohamed Boudiaf            | CZL     |
| Hassi Messaoud  | Sân bay Oued Irara–Krim Belkacem           | HME     |
| Taher           | Sân bay Jijel Ferhat Abbas                 | GJL     |
| Oran            | Sân bay Oran Es Sénia                      | ORN     |
| Sétif           | Sân bay Ain Arnat                          | QSF     |
| Tamenghasset    | Sân bay Aguenar – Hadj Bey Akhamok         | TMR     |
| Tlemcen         | Sân bay Zenata – Messali El Hadj           | TLM     |
| Tchad           |                                            |         |
| N'Djamena       | Sân bay quốc tế N'Djamena                  | NDJ     |
| Maroc           |                                            |         |
| Agadir          | Sân bay Agadir–Al Massira                  | AGA     |
| Casablanca      | Sân bay quốc tế Mohammed V                 | CMN     |
| Fes             | Sân bay Fes–Saïss                          | FEZ     |
| Marrakesh       | Sân bay Marrakesh Menara                   | RAK     |
| Nador           | Sân bay quốc tế Nador                      | NDR     |
| Oujda           | Sân bay Angads                             | OUD     |
| Salé            | Sân bay Rabat–Salé                         | RBA     |
| Tangier         | Sân bay Tangier Ibn Battouta               | TNG     |
| Tétouan         | Sân bay Sania Ramel                        | TTU     |
| Sudan           |                                            |         |
| Khartoum        | Sân bay quốc tế Khartoum                   | KRT     |
| Tây Sahara      |                                            |         |
| Dakhla          | Sân bay Dakhla                             | VIL     |
| El Aaiún        | Sân bay Hassan I                           | EUN     |
| Tunisia         |                                            |         |
| Djerba          | Sân bay quốc tế Djerba–Zarzis              | DJE     |
| Enfidha         | Sân bay quốc tế Enfidha – Hammamet         | NBE     |
| Monastir        | Sân bay quốc tế Monastir Habib Bourguiba   | MIR     |
| Sfax            | Sân bay quốc tế Sfax–Thyna                 | SFA     |
| Tabarka         | Sân bay quốc tế Tabarka–Ain Draham         | TBJ     |
| Nafta           | Sân bay quốc tế Tozeur–Nefta               | TOE     |
| Tunis           | Sân bay quốc tế Tunis-Carthage             | TUN     |

### Trung Phi
| Vị trí                 | Sân bay                    | Mã IATA |
| ---------------------- | -------------------------- | ------- |
| Cộng hòa Dân chủ Congo |                            |         |
| Goma                   | Sân bay quốc tế Goma       | GOA     |
| Kinshasa               | Sân bay N'djili            | NLO     |
| Kisangani              | Sân bay quốc tế Bangoka    | FKI     |
| Lubumbashi             | Sân bay quốc tế Lubumbashi | FBM     |
| Cộng hòa Congo         |                            |         |
| Brazzaville            | Sân bay Maya-Maya          | BZV     |
| Pointe-Noire           | Sân bay Pointe Noire       | PNR     |
| Guinea Xích đạo        |                            |         |
| Malabo                 | Sân bay quốc tế Malabo     | SSG     |
| Gabon                  |                            |         |
| Libreville             | Sân bay quốc tế Leon M'ba  | LBV     |
| São Tomé và Príncipe   |                            |         |
| São Tomé               | Sân bay quốc tế São Tomé   | TMS     |

### Đông Phi
| Vị trí           | Sân bay                                   | Mã IATA |
| ---------------- | ----------------------------------------- | ------- |
| Burundi          |                                           |         |
| Bujumbura        | Sân bay quốc tế Bujumbura                 | BJM     |
| Comoros          |                                           |         |
| Moroni           | Sân bay quốc tế Prince Said Ibrahim       | HAH     |
| Djibouti         |                                           |         |
| Djibouti         | Sân bay quốc tế Djibouti-Ambouli          | JIB     |
| Eritrea          |                                           |         |
| Asmara           | Sân bay quốc tế Asmara                    | ASM     |
| Ethiopia         |                                           |         |
| Addis Ababa      | Sân bay quốc tế Addis Ababa Bole          | ADD     |
| Dire Dawa        | Sân bay quốc tế Aba Tenna Dejazmach Yilma | DIR     |
| Kenya            |                                           |         |
| Eldoret          | Sân bay quốc tế Eldoret                   | EDL     |
| Mombasa          | Sân bay quốc tế Moi                       | MBA     |
| Kisumu           | Sân bay quốc tế Kisumu                    | KIS     |
| Nairobi          | Sân bay quốc tế Jomo Kenyatta             | NBO     |
| Mauritius        |                                           |         |
| Plaine Magnien   | Sân bay quốc tế Sir Seewoosagur Ramgoolam | MRU     |
| Rwanda           |                                           |         |
| Kigali           | Sân bay quốc tế Kigali                    | KGI     |
| Somalia          |                                           |         |
| Boosaaso         | Sân bay quốc tế Bender Qassim             | BSA     |
| Galkayo          | Sân bay quốc tế Abdullahi Yusuf           | GBY     |
| Garowe           | Sân bay quốc tế Garowe                    | GGR     |
| Hargeisa         | Sân bay quốc tế Hargeisa                  | HGA     |
| Kismayo          | Sân bay Kismayo                           | KMU     |
| Mogadishu        | Sân bay quốc tế Aden Adde                 | MGQ     |
| Seychelles       |                                           |         |
| Victoria         | Sân bay quốc tế Seychelles                | VTR     |
| Nam Sudan        |                                           |         |
| Juba             | Sân bay Juba                              | JUB     |
| Tanzania         |                                           |         |
| Dar es Salaam    | Sân bay quốc tế Julius Nyerere            | DAR     |
| Hai, Kilimanjaro | Sân bay quốc tế Kilimanjaro               | JRO     |
| Unguja, Zanzibar | Sân bay quốc tế Abeid Amani Karume        | ZNZ     |
| Uganda           |                                           |         |
| Entebbe          | Sân bay quốc tế Entebbe                   | EBB     |

### Tây Phi
| Vị trí                  | Sân bay                               | Mã IATA |
| ----------------------- | ------------------------------------- | ------- |
| Bénin                   |                                       |         |
| Cotonou                 | Sân bay Cadjehoun                     | COO     |
| Burkina Faso            |                                       |         |
| Bobo-Dioulasso          | Sân bay Bobo Dioulasso                | BOY     |
| Ouagadougou             | Sân bay Ouagadougou                   | OUA     |
| Cameroon                |                                       |         |
| Douala                  | Sân bay quốc tế Douala                | DLA     |
| Yaoundé                 | Sân bay quốc tế Yaoundé Nsimalen      | NSI     |
| Cape Verde              |                                       |         |
| Boa Vista               | Sân bay quốc tế Aristides Pereira     | BVC     |
| Sal                     | Sân bay quốc tế Amílcar Cabral        | SID     |
| Praia, Santiago         | Sân bay quốc tế Nelson Mandela        | RAI     |
| São Vicente, Cabo Verde | Sân bay Cesária Évora                 | VXE     |
| Cộng hòa Trung Phi      |                                       |         |
| Bangui                  | Sân bay quốc tế Bangui M'Poko         | BGF     |
| Bờ Biển Ngà             |                                       |         |
| Abidjan                 | Sân bay Port Bouet                    | ABJ     |
| Gambia                  |                                       |         |
| Banjul                  | Sân bay quốc tế Banjul                | BJL     |
| Ghana                   |                                       |         |
| Accra                   | Sân bay quốc tế Kotoka                | ACC     |
| Tamale                  | Sân bay Tamale                        | TML     |
| Guinea                  |                                       |         |
| Conakry                 | Sân bay quốc tế Conakry               | CKY     |
| Guiné-Bissau            |                                       |         |
| Bissau                  | Sân bay quốc tế Osvaldo Vieira        | OXB     |
| Bafatá                  | Sân bay Bafatá                        | Không   |
| Bubaque                 | Sân bay Bubaque                       | BQE     |
| Cufar                   | Sân bay Cufar                         | Không   |
| Liberia                 |                                       |         |
| Monrovia                | Sân bay quốc tế Roberts               | ROB     |
| Mali                    |                                       |         |
| Bamako                  | Sân bay quốc tế Bamako–Sénou          | BKO     |
| Mauritanie              |                                       |         |
| Nouakchott              | Sân bay quốc tế Nouakchott            | NKC     |
| Niger                   |                                       |         |
| Niamey                  | Sân bay quốc tế Diori Hamani          | NIM     |
| Nigeria                 |                                       |         |
| Abuja                   | Sân bay quốc tế Nnamdi Azikiwe        | ABV     |
| Kano                    | Sân bay quốc tế Mallam Aminu Kano     | KAN     |
| Lagos                   | Sân bay quốc tế Murtala Muhammed      | LOS     |
| Port Harcourt           | Sân bay quốc tế Port Harcourt         | PHC     |
| Senegal                 |                                       |         |
| Dakar                   | Sân bay quốc tế Léopold Sédar Senghor | DKR     |
| Sierra Leone            |                                       |         |
| Freetown                | Sân bay quốc tế Lungi                 | FNA     |
| Lomé                    | Sân bay Lomé-Tokoin                   | LFW     |

### Nam Phi
| Vị trí         | Sân bay                               | Mã IATA |
| -------------- | ------------------------------------- | ------- |
| Angola         |                                       |         |
| Luanda         | Sân bay Quatro de Fevereiro           | LAD     |
| Lubango        | Sân bay Lubango                       | SSD     |
| Botswana       |                                       |         |
| Gaborone       | Sân bay quốc tế Sir Seretse Khama     | GBE     |
| Maun           | Sân bay Maun                          | MUB     |
| Francistown    | Sân bay quốc tế Francistown           | FRW     |
| Kasane         | Sân bay Kasane                        | BBK     |
| Lesotho        |                                       |         |
| Maseru         | Sân bay quốc tế Moshoeshoe I          | MSU     |
| Madagascar     |                                       |         |
| Antananarivo   | Sân bay quốc tế Ivato                 | TNR     |
| Antsiranana    | Sân bay Arrachart                     | DIE     |
| Mahajanga      | Sân bay Amborovy                      | MJN     |
| Nosy Be        | Sân bay Fascene                       | NOS     |
| Toamasina      | Sân bay Toamasina                     | TMM     |
| Tôlanaro       | Sân bay Tôlanaro                      | FTU     |
| Toliara        | Sân bay Toliara                       | TLE     |
| Malawi         |                                       |         |
| Blantyre       | Sân bay quốc tế Chileka               | BLZ     |
| Lilongwe       | Sân bay quốc tế Lilongwe              | LLW     |
| Mayotte        |                                       |         |
| Dzaoudzi       | Sân bay quốc tế Dzaoudzi Pamandzi     | DZA     |
| Mozambique     |                                       |         |
| Maputo         | Sân bay quốc tế Maputo                | MPM     |
| Beira          | Sân bay Beira                         | BEW     |
| Inhambane      | Sân bay Inhambane                     | INH     |
| Nampula        | Sân bay Nampula                       | APL     |
| Pemba          | Sân bay Pemba                         | POL     |
| Tete           | Chingozi Airport                      | TET     |
| Vilankulo      | Sân bay Vilankulo                     | VNX     |
| Namibia        |                                       |         |
| Windhoek       | Sân bay quốc tế Windhoek Hosea Kutako | WDH     |
| Walvis Bay     | Sân bay Walvis Bay                    | WVB     |
| Nam Phi        |                                       |         |
| Cape Town      | Sân bay quốc tế Cape Town             | CPT     |
| Durban         | Sân bay quốc tế King Shaka            | DUR     |
| Johannesburg   | Sân bay quốc tế OR Tambo              | JNB     |
| Nelspruit      | Sân bay quốc tế Kruger Mpumalanga     | MQP     |
| Johannesburg   | Sân bay quốc tế Lanseria              | HLA     |
| Swaziland      |                                       |         |
| Manzini        | Sân bay Matsapha                      | MTS     |
| Zambia         |                                       |         |
| Livingstone    | Sân bay quốc tế Harry Mwanga Nkumbula | LVI     |
| Lusaka         | Sân bay quốc tế Kenneth Kaunda        | LUN     |
| Ndola          | Sân bay quốc tế Simon Mwansa Kapwepwe | NLA     |
| Zimbabwe       |                                       |         |
| Harare         | Sân bay quốc tế Harare                | HRE     |
| Victoria Falls | Sân bay Victoria Falls                | VFA     |
| Bulawayo       | Sân bay quốc tế Joshua Mqabuko Nkomo  | BUQ     |